# Horloge lunaire

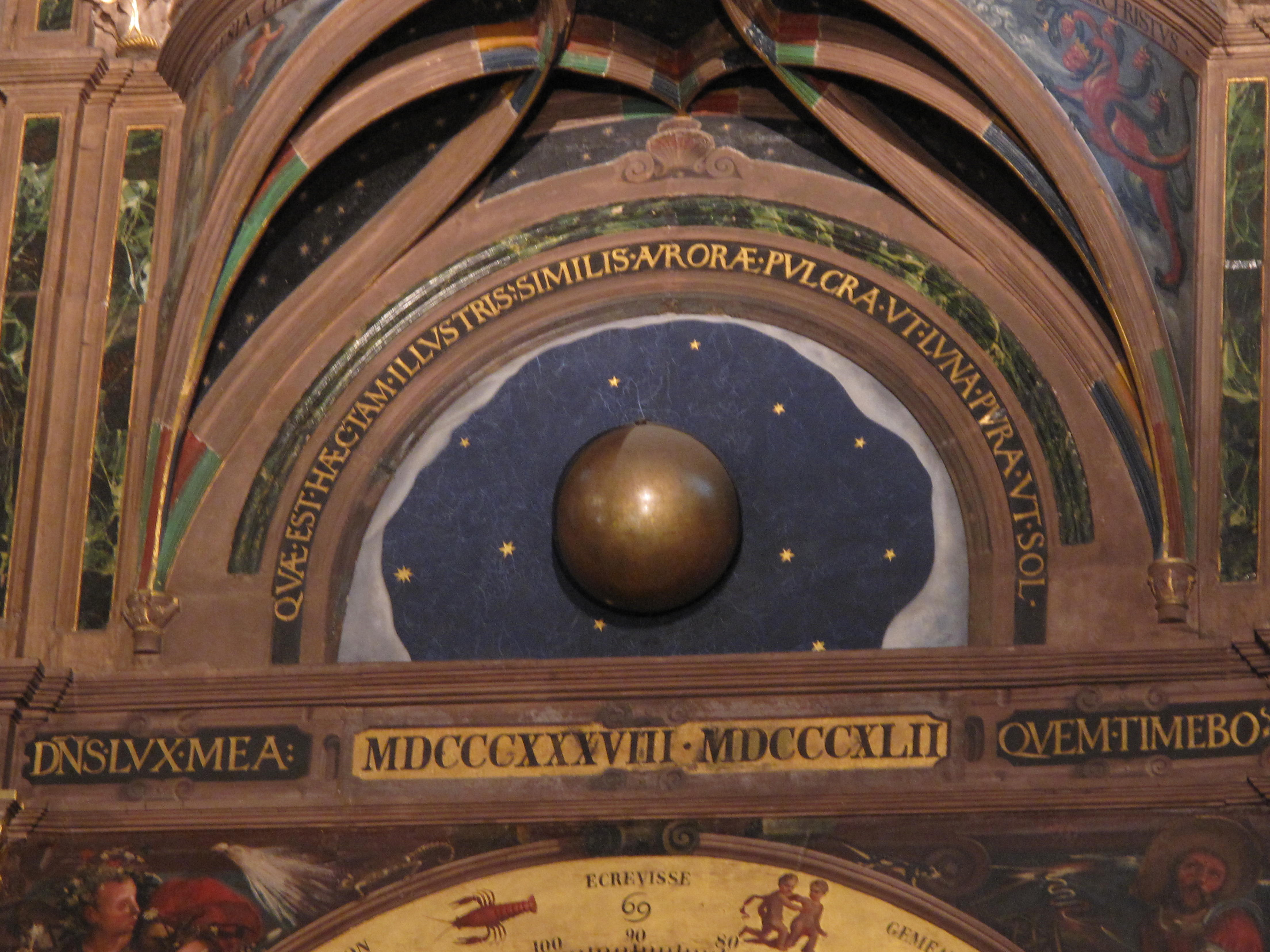
Globe représentant la phase de la Lune sur l'horloge astronomique de Strasbourg.

Une horloge lunaire est une horloge indiquant les phases de la Lune.

## Caractéristiques
Une horloge lunaire est un type particulier d'horloge astronomique, parfois intégré comme partie d'une horloge astronomique plus grande. Son unique fonction est de donner la phase courante de la Lune.
Plusieurs mécanismes sont possibles :
- Simple aiguille qui tourne en un mois lunaire sur un cadran portant les différentes phases lunaires. L'aiguille indique la phase en cours.
- Sphère dont l'un des hémisphères est peint de couleur clair, l'autre de couleur foncée, tournant sur un axe en un mois lunaire.
- Sphère autour de laquelle tourne une coupole hémisphérique sombre, en cachant ainsi une partie et simulant la phase lunaire.
- Cadran muni d'une fenêtre circulaire tournant sur un fond coloré.

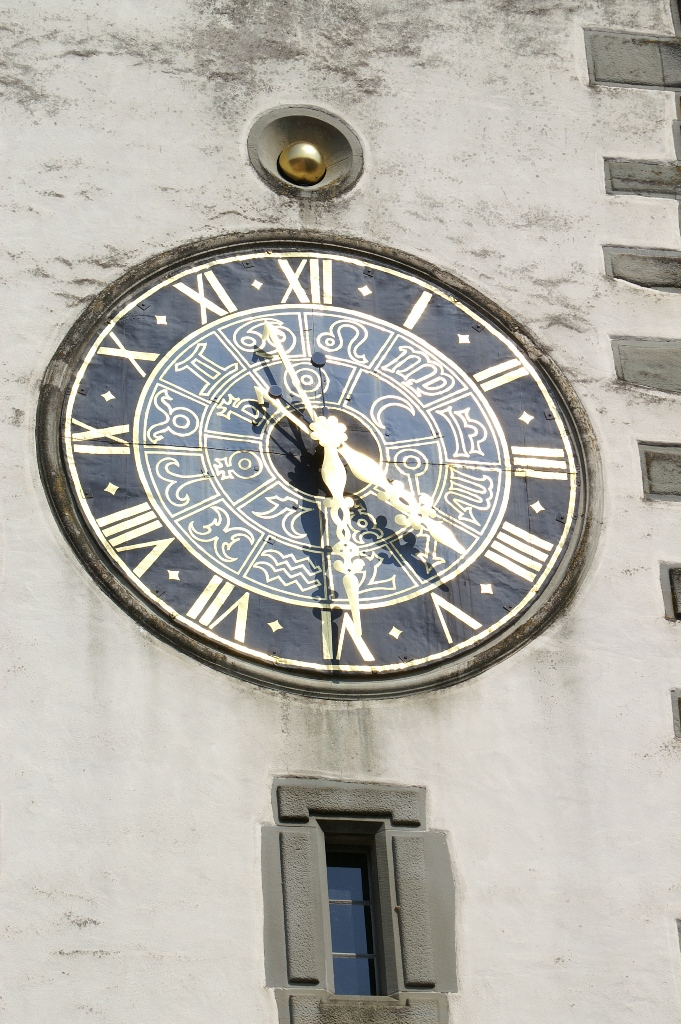
Siegelturm, Diessenhofen : l'horloge lunaire affiche un simble globe doré visible à travers une ouverture du mur.
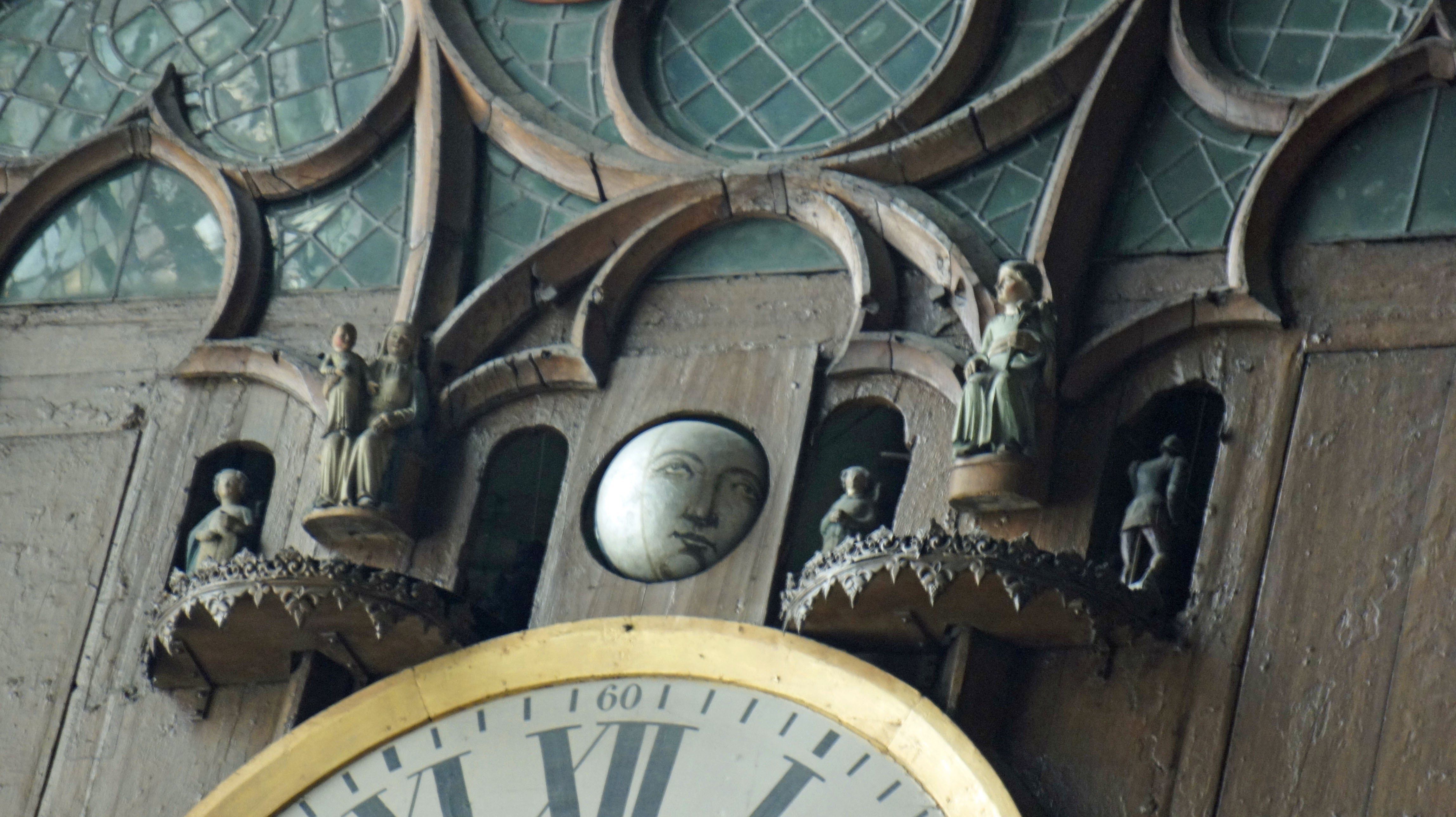
Détail de l'horloge astronomique de la cathédrale de Reims : la Lune est représentée par une sphère sur laquelle est peint un visage.
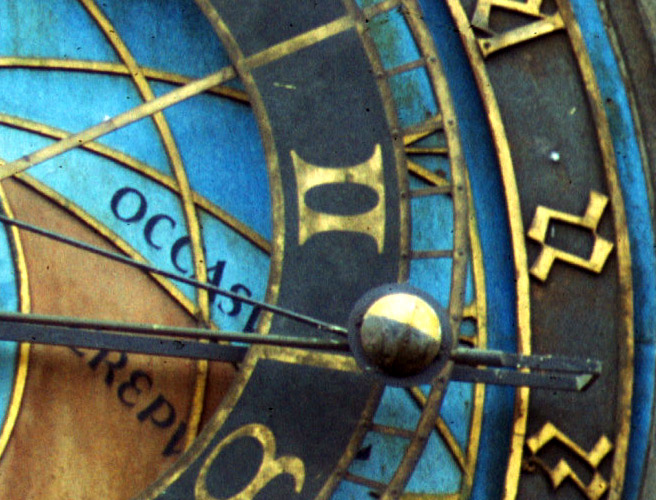
Détail de l'aiguille lunaire de l'horloge astronomique de Prague, dont l'extrémité affiche la phase grâce à une boule peinte.
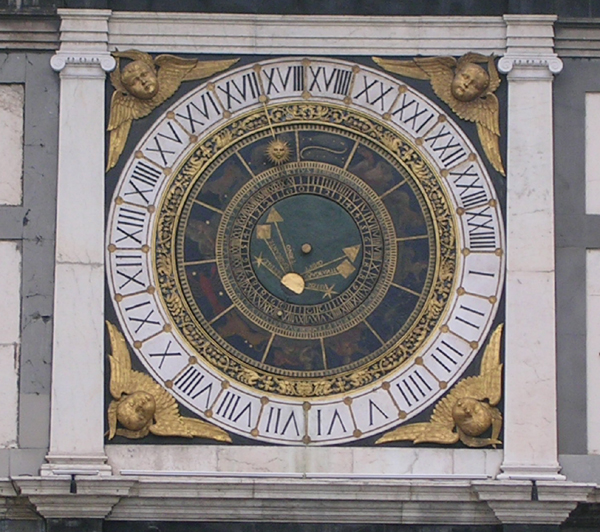
Tour de l'Horloge de Brescia : la phase lunaire est affichée dans le cadran central à l'aide d'une fenêtre tournant sur un fond coloré.
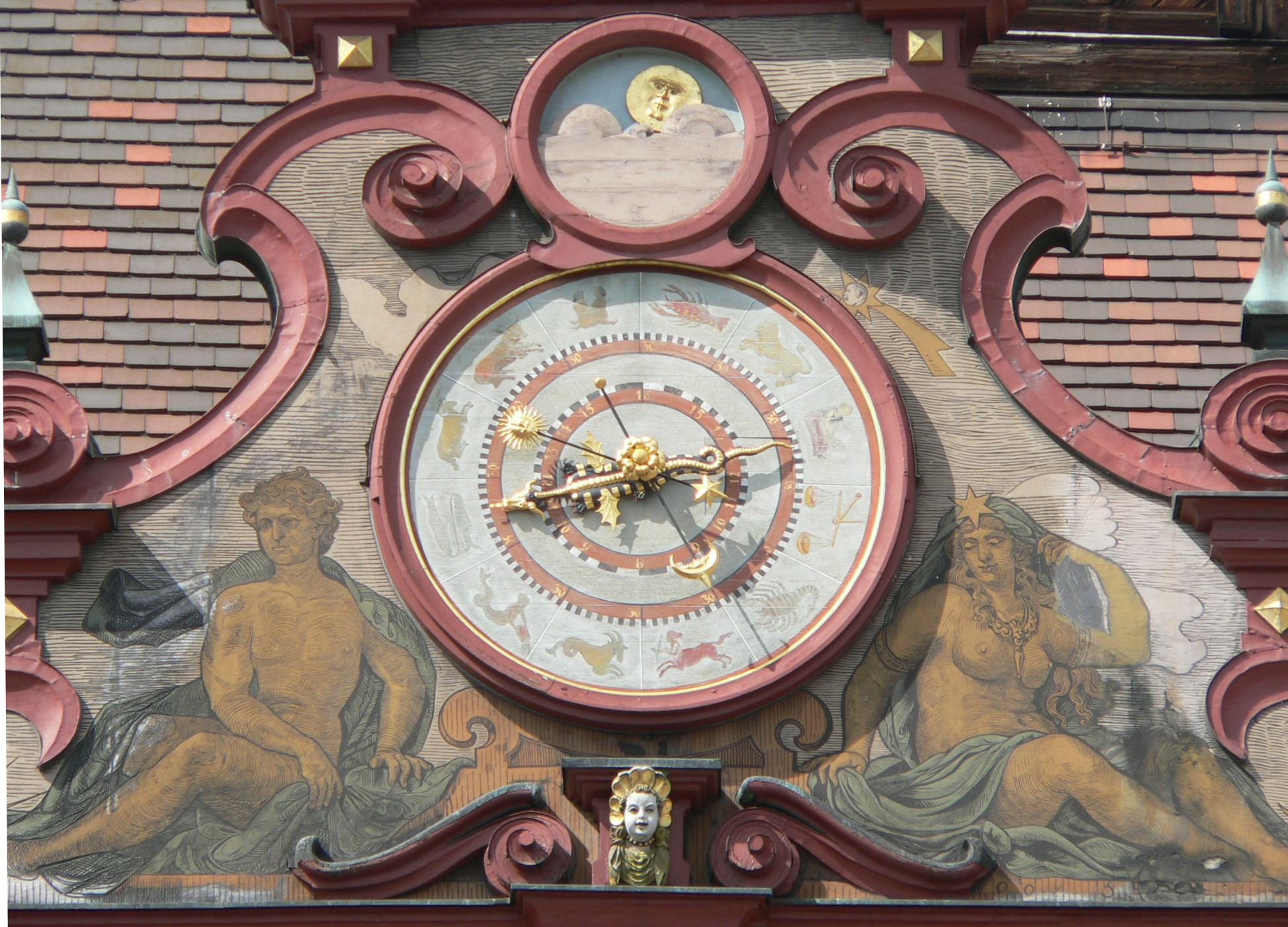
Hôtel de ville de Tübingen : le cadran supérieur affiche la phase de la Lune grâce à un disque la représentant.
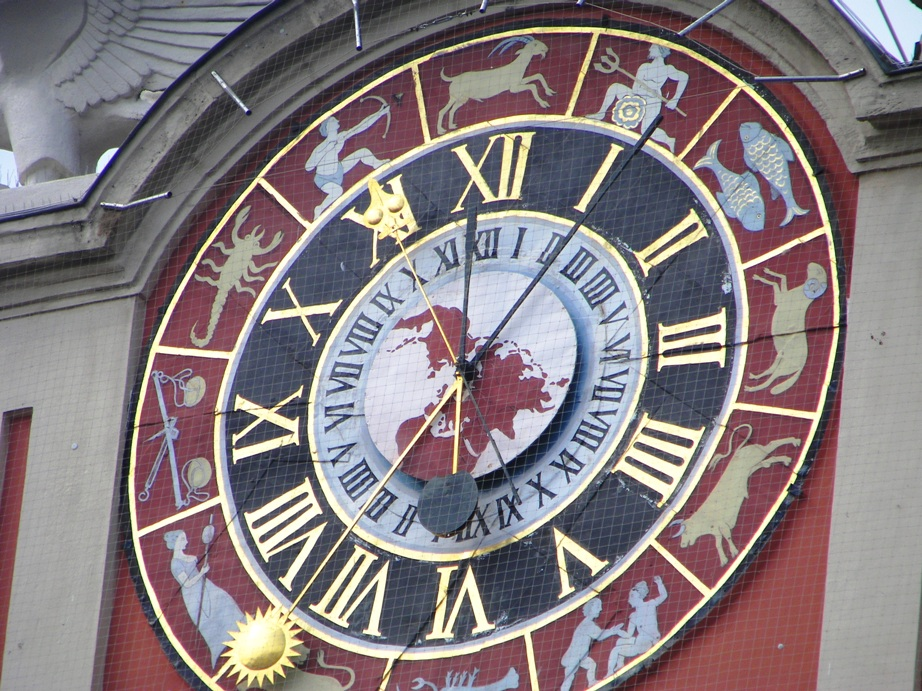
Hôtel de ville de Bad Windsheim : la phase de la Lune est affichée sur l'aiguille lunaire à l'aide d'un cache.